# Gerhard Hochmuth
Gerhard Hochmuth (* 2. November 1927 in Georgenthal, Kreis Auerbach; † 14. Juli 2011 in Leipzig) war ein deutscher Biomechaniker, dessen Zugang zum Metier über die Physik und den Maschinenbau die äußere Biomechanik in Deutschland prägte. Er wurde als „Nestor der Biomechanik in der DDR“ bezeichnet.

## Leben und Wirken
Nach der Unterbrechung des Schulbesuchs durch den Zweiten Weltkrieg konnte Gerhard Hochmuth 1947 sein Abitur ablegen. Anschließend studierte er an der Technischen Hochschule Dresden Maschinenbau. Das Studium schloss er 1952 als Diplom-Ingenieur (Dipl.-Ing.) ab.
Aus dem Gebirge stammend, betrieb er als Sport das Skispringen. So nahm er während des Studiums an den Studentenweltmeisterschaften im Skispringen in Poiana Brașov in Rumänien teil.
Die Beschäftigung mit dem Skispringen wurde zu seinem beruflichen Lebensinhalt.
Seine erste Anstellung erhielt er an der 1950 gegründeten Deutschen Hochschule für Körperkultur (DHfK) in Leipzig. Hier wurde er 1953 zum Dozenten für Biomechanik und zum Leiter der gleichnamigen Abteilung berufen. Der DHfK und den ihr angeschlossenen Einrichtungen blieb er sein gesamtes Berufsleben treu. Sein Hauptarbeitsfeld war die wissenschaftliche Fundierung des Skisprungs, das Studium und die Optimierung seiner Bewegungsabläufe zur Verbesserung der Wettkampfergebnisse. Dazu entwickelte er Messmethoden und -geräte, um aus den Ergebnissen Schlüsse auf Sportgeräte und Trainingsmethoden zu ziehen. Auf diesen Untersuchungen basieren nicht zuletzt die großen Erfolge der Skispringer der DDR bei internationalen Wettbewerben. Auch seine Graduierungsschriften zur Erlangung der akademischen Grade – 1957 Promotion an der TH Dresden zum Dr.-Ing. und 1965 Habilitation an der DHfK Leipzig zum Dr.-Ing. et paed. habil. – behandeln Fragen des Skisprungs (siehe Abschnitt Schriften).
1956 wurde Hochmuth Direktor der der DHfK angeschlossenen Forschungsstelle und 1959 Leiter des Instituts für Biomechanik der DHfK. 1966 wurde er zum Professor mit Lehrauftrag für Biomechanik des Sports ernannt, und 1969 erhielt er eine Professur mit Lehrstuhl für Biomechanik sportlicher Bewegungen.
Als 1969 im Bereich der DHfK das Forschungsinstitut für Körperkultur und Sport (FKS) gegründet wurde, wurde Hochmuth Leiter des Forschungsbereichs Schnellkraftsportarten des FSK. In dieser Institution wurde er 1973 stellvertretender Direktor für Wissenschaftsentwicklung, und von 1977 bis 1990 war er Leiter des Labors Biomechanik. Seine Forschungen reichten in den 1960er Jahren über das Skispringen hinaus, und er stellte die ersten biomechanischen Prinzipien auf, die als grundlegende Handlungsanleitungen für die Ausführung und Beurteilung von sportlichen Bewegungen in zum Teil modifizierter Form fester Bestandteil der Ausbildungsinhalte in der Sportwissenschaft sind. Ausdruck der damaligen Aktualität und des Wertes seiner Arbeitsergebnisse war der internationale Erfolg seines Buches Biomechanik sportlicher Bewegungen mit Lizenzausgaben in vier Sprachen.
Neben seiner beruflichen Tätigkeit war er in zahlreichen Gremien engagiert. Von 1963 bis 1970 war er Vorsitzender des Trainerrates Skisprung im Deutschen Skiläuferverband (DSLV) der DDR und von 1970 bis 1974 dessen Präsident. Ab 1974 war er auch international tätig, und zwar zunächst bis 1983 als Mitglied des Sprungkomitees des Internationalen Skiverbandes (FIS) und dann von 1983 bis 1998 als Vorsitzender des Subkomitees Regeln und Kontrolle im FIS-Sprungkomitee. Hier hat Hochmuth Anfang der 1990er Jahre maßgeblich zur Entwicklung der heute standardmäßig eingesetzten videobasierten Weitenmessung im Skispringen beigetragen. Von 1998 bis 2003 war er Technical FIS-Expert Jumping und Berater der FIS.

## Biomechanische Prinzipien
Hochmuth ist insbesondere bekannt geblieben für seine Definition der sechs biomechanischen Prinzipien aus sein Lehrbuch Biomechanik sportlicher Bewegungen. Die ersten fünf entwickelte er im Jahre 1967, während er im 1982 das sechste Prinzip ergänzte.). Zentral stehen Zweckmäßigkeit sportlicher Techniken- auf Grundlage von mechanischen und physiologischen Gesetzen.

### Das Prinzip der Anfangskraft
Ausholbewegungen, wie einem Anschwung und das Nachgeben in den Knien beim Abstemmen zu einem Sprung. Durch das Abbremsen einer solchen Gegenbewegung entwickeln die Muskeln eine Anfangskraft, durch die der Kraftstoß der eigentlichen Bewegung vergrößert wird und eine höhere Endgeschwindigkeit der zielgerichteten Bewegung erreicht wird.

### Das Prinzip des optimalen Beschleunigungsweges
Hier bei geht es um das Erreichen einer hohen Endgeschwindigkeit. Je länger eine Kraft auf eine Masse einwirkt, desto höher ist die Endgeschwindigkeit und desto größer ist der daraus resultierende Impuls. Dabei müssen die Länge und Richtung des Beschleunigungsverlaufes optimal gestaltet sein.

### Das Prinzip der zeitlichen Koordination der Teilimpulsen
Hierbei geht es um die zeitliche Abstimmung entlang einer kinematischen Kette. Teilimpulse, von einzelnen Körperteilen oder dem bewegten Sportgerät, müssen zeitlich optimal aufeinander abgestimmt werden. Ein Sportgerät oder der Körper des Sportlers wird dann optimal beschleunigt, wenn die Teilimpulse gleichzeitig in dieselbe Richtung ihr Geschwindigkeitsmaximum erreichen.

### Das Prinzip der Impulserhaltung
Das Prinzip basiert auf dem zweiten Newton'schen Gesetz der Impulserhaltung das besagt, dass sich der Impuls eines Körpers nur ändert, wenn Kräfte auf ihn wirken. Stoßen zwei Körper aufeinander, so verändern beide ihre Bewegung dadurch, dass Impuls übertragen wird, wobei die Summe der beiden Impulse (der Gesamtimpuls) gleich bleibt. Dies gilt für Linear- wie für Drehimpulse. Ein anschauliches Beispiel für den Drehimpulserhaltung ist die Erhöhung der Drehgeschwindigkeit wenn ein(e) Eistänzer(in) während einer Drehung um die Körperachse seine Arme an den Körper zieht.

### Das Prinzip der Gegenwirkung
Das Prinzip der Gegenwirkung geht auf das 3. Newton'sche Gesetz, welches besagt, dass jede Kraft von einem Körper auf einem anderen eine gleich große Gegenkraft bewirkt. Dieses Prinzip wird oft auf freie Flugphasen angewendet, um klarzumachen wie die Bewegungen (Bsp. Rotationen) von Körperteile (Bsp. Arme) den Gesamtbewegung beeinflussen können.

### Das Prinzip der optimalen Tendenz im Beschleunigungsverlauf
Der maximale Kraftaufwand kann nur eine kurze Zeit erreicht werden. Unterschieden wird dabei zwischen eine abfallende Tendenz, wenn die Beschleunigungszeit besonders kurz ist (z. B. Boxschlag), und eine ansteigende Tendenz, wenn eine möglichst hohe Endgeschwindigkeit werden soll (z. B. Sprung, Kugelstoß).

## Ehrungen
- 1987 wurde Gerhard Hochmuth in Athen von der Internationalen Gesellschaft der Biomechanik im Sport für sein Lebenswerk als Erster mit dem Geoffrey-Dyson-Preis geehrt.[4]
- 2004 ernannte ihn der Skiweltverband FIS auf seinem Kongress in Miami zum Ehrenmitglied.

## Schriften
- Untersuchungen über den Einfluss der Absprungbewegung auf die Sprungweite beim Skispringen. Doktor-Dissertation an der Technischen Hochschule Dresden, 142 S.
- Untersuchungen über die zweckmäßigste Körper- und Skihaltung im Verlaufe des Fluges beim Skispringen. Habilitationsschrift an der DHfK Leipzig, 106 S.
- Biomechanik sportlicher Bewegungen. Berlin: Sportverlag 1967-1982 und gleichzeitig Frankfurt (M.) : Limpert, 1967-1982 (5 Auflagen, Übersetzungen in Englisch, Spanisch, Japanisch und Italienisch)
- Über 60 einschlägige Artikel in Fachzeitschriften (vgl. Kurzbiographie)